# SCM U Craiova (basquetebol)
O Sport Club Municipal Universitatea Craiova, comumente conhecido apenas como SCM U Craiova, é um clube multiesportivo da Romênia sediado em Craiova. A equipe profissional de basquetebol masculino disputa suas partidas como mandante Ginásio Polivalente de Craiova com capacidade para 4.215 espectadores e atualmente compete na LNBM (Romênia).

## História
O clube foi fundado como instituição pública subordinada à Prefeitura de Craiova e à Câmara Municipal de Craiova. A criação do Sport Club Municipal Craiova foi aprovada na reunião ordinária da Câmara Municipal de 31 de outubro de 2006, após votação unânime da Decisão da Câmara Municipal de Craiova n.º 420/2006.
A equipe principal de basquetebol masculino iniciou competindo na Liga II na temporada 2007-08, quando ficou em primeiro lugar classificando-se para a Divizia A (atual Liga Națională). Após algumas temporadas de adaptação, jogando no meio da tabela, firmou-se como um clube frequentador assíduo dos Playoffs, porém frequentemente encerrando a sua participação na primeira rodada (Quartas de finais).
Nas temporadas 2013-14 e 2014-15 alçou voos mais altos ao participar da Liga Balcânica, na qual em 2013-14 foi eliminado ainda na primeira fase e na 2014-15 alcançou as quartas de finais sendo eliminado pelo Sigal Pristina, que viria a ser o campeão daquela temporada.
Na disputa da temporada 2018-19 alcançou as semifinais ao eliminar Timișoara (3-2), porém na sequencia da competição foi eliminado por Sibiu (1-3) que viria a ser o finalista vencido da competição.
O grande resultado de Craiova viria na Copa da Romênia de 2021-22, após eliminar Oradea nas oitavas de finais (agregado 137-131), Timișoara nas quartas de finais (Agregado 169-162), Galaţi nas semifinais (104-94) e na final acabou sucumbindo para o CSO Voluntari por 75-89 que acabaria por se consagrar bicampeão da Copa da Romênia.

### Histórico de temporadas
| Temporada | Competição Doméstica | Competição Doméstica | Competição Doméstica | Competição Doméstica | Competição Doméstica | Competição Doméstica | Copa Romena       | Copa Romena | Competições Europeias | Competições Europeias |
| Temporada | Nível                | Liga                 | Pos.                 | TR.                  | PL.                  | Pós Temporada        | Copa              | Supercopa   | Liga                  | Resultado             |
| --------- | -------------------- | -------------------- | -------------------- | -------------------- | -------------------- | -------------------- | ----------------- | ----------- | --------------------- | --------------------- |
| 2008-09   | 1                    | Divizia A            | 12º                  | 11-17                |                      |                      |                   |             |                       |                       |
| 2009-11   | 1                    | Divizia A            | 15º                  | 5-25                 |                      |                      |                   |             |                       |                       |
| 2010-11   | 1                    | Divizia A            | 13º                  | 6-24                 |                      |                      |                   |             |                       |                       |
| 2011-12   | 1                    | Divizia A            | 11º                  | 9-19                 |                      |                      |                   |             |                       |                       |
| 2012-13   | 1                    | Liga Națională       | 4º                   | 21-9                 | 0-3                  | Quartas de finais    | Fase preliminar   |             |                       |                       |
| 2013-14   | 1                    | Liga Națională       | 7º                   | 16-10                | 0-3                  | Quartas de finais    | Oitavas de finais |             | R Liga Balcânica      | 8º 6-10               |
| 2014-15   | 1                    | Liga Națională       | 11º                  | 10-14                |                      |                      | Oitavas de finais |             | R Liga Balcânica      | QF 0-2                |
| 2015-16   | 1                    | Liga Națională       | 4º                   | 20-12                | 0-3                  | Quartas de finais    | Oitavas de finais |             |                       |                       |
| 2016-17   | 1                    | Liga Națională       | 8º                   | 8-16                 | 0-3                  | Quartas de finais    | Quartas de finais |             |                       |                       |
| 2017-18   | 1                    | Liga Națională       | 7º                   | 18-12                | 0-3                  | Quartas de finais    | Oitavas de finais |             |                       |                       |
| 2018-19   | 1                    | Liga Națională       | 4º                   | 12-12                | 3-8                  | Semifinais           | Quartas de finais |             |                       |                       |
| 2019-20   | 1                    | Liga Națională       | COVID-19             | COVID-19             | COVID-19             | COVID-19             | Quartas de finais |             |                       |                       |
| 2020-21   | 1                    | Liga Națională       | 5º                   | 18-8                 | 0-2                  | Quartas de finais    | Semifinais        |             |                       |                       |
| 2021-22   | 1                    | Liga Națională       | 5º                   | 18-12                | 1-2                  | Quartas de finais    | Finalista         |             |                       |                       |
| 2022-23   | 1                    | Liga Națională       | 7º                   | 7-11                 | 0-3                  | Quartas de finais    | Semifinais        |             | 4 Copa Europeia       | 2ªF 0-6               |
| 2023-24   | 1                    | Liga Națională       | 11º                  | 18-12                |                      |                      | Fase preliminar   |             |                       |                       |
| 2024-25   | 1                    | Liga Națională       | 8º                   | 15-15                | 0-3                  | Quartas de finais    | Quartas de finais |             |                       |                       |

fonte:fcbaschet.ro

## Títulos
Copa da Romênia
- Finalista (1)